# Décès en juillet 1886
Décès
- 1882
- 1883
- 1884
- 1885
- 1886
- 1887
- 1888
- 1889
- 1890

Pour une information complémentaire, voir la page d'aide.

| Date        | Nom                            | Pays                          | Activités                                                 | Âge   | Source |
| ----------- | ------------------------------ | ----------------------------- | --------------------------------------------------------- | ----- | ------ |
| 1er juillet | Otto Wilhelm Hermann von Abich | Drapeau de l'Allemagne        | Géologue et minéralogiste allemand.                       | 79    |        |
| 2 juillet   | Jean-Baptiste Brochier         | Drapeau de la France          | Homme politique français.                                 | 57    |        |
| 2 juillet   | Ettore Caporali                | Drapeau de l'Italie           | Mathématicien italien.                                    | 30    |        |
| 3 juillet   | Kenneth R. H. Mackenzie        | Drapeau du Royaume-Uni        | Linguiste et écrivain britannique.                        | 52    |        |
| 3 juillet   | Marie Anne Mogas Fontcuberta   | Drapeau de l'Espagne          | Religieuse espagnole.                                     | 59    |        |
| 3 juillet   | Hermann von Redern             | Drapeau de l'Allemagne        | Militaire allemand.                                       | 66    |        |
| 4 juillet   | Arisugawa Takahito             | Drapeau du Japon              | Prince japonais.                                          | 73    |        |
| 4 juillet   | François-Xavier Gautrelet      | Drapeau de la France          | Jésuite français.                                         | 79    |        |
| 4 juillet   | Pitikwahanapiwiyin             | Drapeau du Canada             | Chef amérindien.                                          | 43/44 |        |
| 5 juillet   | Charles Baugniet               | Drapeau de la Belgique        | Artiste belge.                                            | 72    |        |
| 5 juillet   | Prosper Morey                  | Drapeau de la France          | Architecte français.                                      | 80    |        |
| 6 juillet   | Paul Hamilton Hayne            | Drapeau des États-Unis        | Poète américain.                                          | 56    |        |
| 7 juillet   | Jacques Louis Battmann         | Drapeau de la France          | Organiste et compositeur français.                        | 67    |        |
| 7 juillet   | Angelico Fabbri                | Drapeau de l'Italie           | Homme politique italien.                                  | 63    |        |
| 8 juillet   | Joseph Hippolyte Guibert       | Drapeau de la France          | Prélat catholique français.                               | 83    |        |
| 8 juillet   | Cora Pearl                     | Drapeau du Royaume-Uni        | Demi-mondaine britannique.                                | 49    |        |
| 9 juillet   | Nicolas Prosper Bourée         | Drapeau de la France          | Diplomate français.                                       | 75    |        |
| 9 juillet   | Jean Pechaud                   | Drapeau de la France          | Malacologiste français.                                   | 62    |        |
| 10 juillet  | Henry Kirke Brown              | Drapeau des États-Unis        | Sculpteur américain.                                      | 72    |        |
| 10 juillet  | Agnès de Wurtemberg            | Drapeau de l'Allemagne        | Princesse et écrivaine allemand.                          | 50    |        |
| 11 juillet  | Jean-Baptiste Chatigny         | Drapeau de la France          | Sculpteur et peintre français.                            | 52    |        |
| 11 juillet  | Edward Kerrison                | Drapeau du Royaume-Uni        | Homme politique britannique.                              | 65    |        |
| 11 juillet  | Jules Malou                    | Drapeau de la Belgique        | Homme politique belge.                                    | 75    |        |
| 12 juillet  | Ferdinand Berthier             | Drapeau de la France          | Enseignant et personnalité de la culture sourde français. | 82    |        |
| 12 juillet  | Tomás Villalba                 | Drapeau de l'Uruguay          | Homme politique Uruguayen.                                | 80    |        |
| 13 juillet  | Pierre-Henri Bouchy            | Drapeau de la France          | Ecclésiastique français.                                  | 67    |        |
| 13 juillet  | Charlotte de Bourbon           | Drapeau de la France          | Aristocrate française.                                    | 78    |        |
| 13 juillet  | Wilhelm Hillebrand             | Drapeau de l'Allemagne        | Botaniste allemand.                                       | 64    |        |
| 13 juillet  | Clara Maffei                   | Drapeau de l'Italie           | Salonnière italienne.                                     | 72    |        |
| 13 juillet  | John Leighton Wilson           | Drapeau des États-Unis        | Missionnaire américain.                                   | 77    |        |
| 17 juillet  | David Stevenson                | Drapeau du Royaume-Uni        | Ingénieur britannique.                                    | 71    |        |
| 19 juillet  | Cesário Verde                  | Drapeau du Portugal           | Poète portugais.                                          | 31    |        |
| 20 juillet  | Jules Cayrade                  | Drapeau de la France          | Homme politique français.                                 | 45    |        |
| 20 juillet  | Jean-Louis Gintrac             | Drapeau de la France          | Peintre, dessinateur et lithographe français.             | 77    |        |
| 20 juillet  | Charles Jourdain               | Drapeau de la France          | Philosophe français.                                      | 69    |        |
| 20 juillet  | Jacob Karsman                  | Drapeau des Pays-Bas          | Activisme politique néerlandais.                          | 68    |        |
| 21 juillet  | Oronzio De Donno               | Drapeau de l'Italie           | Homme politique italien.                                  | 66    |        |
| 21 juillet  | Abel Desjardins                | Drapeau de la France          | Historien français.                                       | 71    |        |
| 21 juillet  | Karl von Piloty                | Drapeau de l'Allemagne        | Peintre allemand.                                         | 59    |        |
| 22 juillet  | Désiré Médéric Le Blond        | Drapeau de la France          | Homme politique français.                                 | 74    |        |
| 23 juillet  | François-Xavier Riehl          | Drapeau de la France          | Évêque et missionnaire français.                          | 51    |        |
| 24 juillet  | Antoine Treuille de Beaulieu   | Drapeau de la France          | Militaire français.                                       | 76    |        |
| 24 juillet  | Karl von Willisen              | Drapeau de l'Allemagne        | Général allemand.                                         | 66    |        |
| 25 juillet  | Eugène-Pierre de Fontaine      | Drapeau de la France          | Homme politique français.                                 | 61    |        |
| 26 juillet  | Alexandre Croisez              | Drapeau de la France          | Harpiste et compositeur français.                         | 72    |        |
| 27 juillet  | Abel Desjardins                | Drapeau de la France          | Historien français.                                       | 71    |        |
| 27 juillet  | Elisa Lynch                    | Drapeau du Paraguay           | Maîtresse du président paraguayen Francisco Solano López. | 51    |        |
| 27 juillet  | Jules Schefer                  | Drapeau de la France          | Diplomate français.                                       | 55    |        |
| 28 juillet  | Charles Hugot                  | Drapeau de la France          | Peintre français.                                         | 71    |        |
| 28 juillet  | Edmond Berlet                  | Drapeau de la France          | Homme politique français.                                 | 48    |        |
| 29 juillet  | Alexandre Lacauchie            | Drapeau de la France          | Graveur et peintre français.                              | 72    |        |
| 29 juillet  | Maxime Lalanne                 | Drapeau de la France          | Graveur français.                                         | 58    |        |
| 29 juillet  | Adolf Müller senior            | Drapeau de l'Autriche-Hongrie | Acteur et compositeur austro-hongrois.                    | 84    |        |
| 29 juillet  | Niwa Nagahiro                  | Drapeau du Japon              | Samouraï japonais.                                        | 27    |        |
| 29 juillet  | Robert Trudel                  | Drapeau du Canada             | Homme politique canadien                                  | 66    |        |
| 30 juillet  | Shlomo Ganzfried               | Drapeau du royaume de Hongrie | Rabbin hongrois.                                          | 81/82 |        |
| 31 juillet  | Franz Liszt                    | Drapeau du royaume de Hongrie | Compositeur et pianiste hongrois.                         | 74    |        |